# 파비우 아우렐리우
파비우 아우렐리우 호드리게스(포르투갈어: Fábio Aurélio Rodrigues, 1979년 9월 24일 ~ )는 은퇴한 브라질의 축구 선수이다.
아우렐리우는 1997년 상파울루 FC에서 데뷔 경기를 가졌고, 브라질 U-17 대표팀과 브라질 U-20 대표팀에 뽑혔고, 2000년 하계 올림픽에도 출전했다.
올림픽 후 발렌시아 CF와 6년 계약을 맺었고, 첫해에 프리메라리가 우승을 차지했다. 2003-04시즌에는 리그 우승과 UEFA컵에서 올랭피크 드 마르세유를 이기고 우승을 차지했다. 그러나 그는 부상을 입어 시즌에 2경기만 출전했다.
2006년 7월 5일 리버풀 FC에 입단했다. 그는 이탈리아 여권을 가지고 있었기 때문에 취업 비자를 따로 받을 필요가 없었다. 아우렐리우는 첫 시즌에 팀내에서 주요 선수로서 활약했다. 그러나 4월 3일 PSV 에인트호번과의 UEFA 챔피언스리그 경기에서 아킬레스건 고통을 호소했고, 그 해 리그 경기에 별로 출전하지 못했다. 그 해 9월 18일 FC 포르투와의 챔피언스리그 경기에서 후보로 교체되어 출전하며 복귀했다.
아우렐리우는 2008년 3월 2일 3-1로 이긴 볼턴 원더러스 FC와의 경기에서 쐐기골을 넣으며 첫 득점을 기록했고, 2009년 2월 7일 포츠머스 FC와의 경기에서 간접 프리킥으로 골을 넣었다. 아우렐리우는 주전으로서 입지를 다시 꿰찼지만 첼시 FC와의 경기에서 조 콜과 강하게 충돌하며 내전근 부상으로 다시 전력을 이탈하게 됐다. 2009년 여름 부상에서 거의 회복됐을 무렵 그의 아이들과 집 뒷마당에서 축구를 하다 무릎 부상을 입어 결장하기도 했다.